# Museo Histórico Municipal de Monte Hermoso
El Museo Histórico Municipal de Monte Hermoso, se ubica en la ciudad de Monte Hermoso, Provincia de Buenos Aires, Argentina, y fue creado el 4 de abril de 2009 por Ordenanza n.º 1781 del Honorable Concejo Deliberante de esa Ciudad. Su espacio físico se encuentra en Avda. Bahía Blanca 224, y está abierto todo el año, con horarios diferentes en temporada alta y temporada baja. 

## Exposiciones
Su exposición permanente se basa en objetos y documentos que formaron parte de la historia de Monte Hermoso. Contiene un espacio destinado a muestras itinerantes que se van renovando según el calendario cultural de la Ciudad.

## Actividades
El Museo lleva a cabo diversas actividades como: Excursiones históricas, charlas, proyección de vídeos, propuestas culturales como La Noche de los Museos que se realiza en el mes de mayo, estas actividades están destinadas al turista y población estable, además de trabajar con instituciones de diversos niveles educativos tanto locales como regionales.

## Contacto
- Facebook: Museo Histórico Municipal de Monte Hermoso
- Web: www.montehermoso.gov.ar

- Datos: Q17623065